# 花钏王
花钏王，《摩诃婆罗多》人物，福身王与贞信之子，象城国王。花钏为一同名乾闼婆所杀，英年早逝，未留子嗣。

## 逝世
花钏王声名远扬，一同名乾闼婆闻名而来，与之决斗。两人势均力敌，于萨拉斯瓦蒂河河畔激斗三年，最终国王被乾闼婆所杀。